# Тертулия

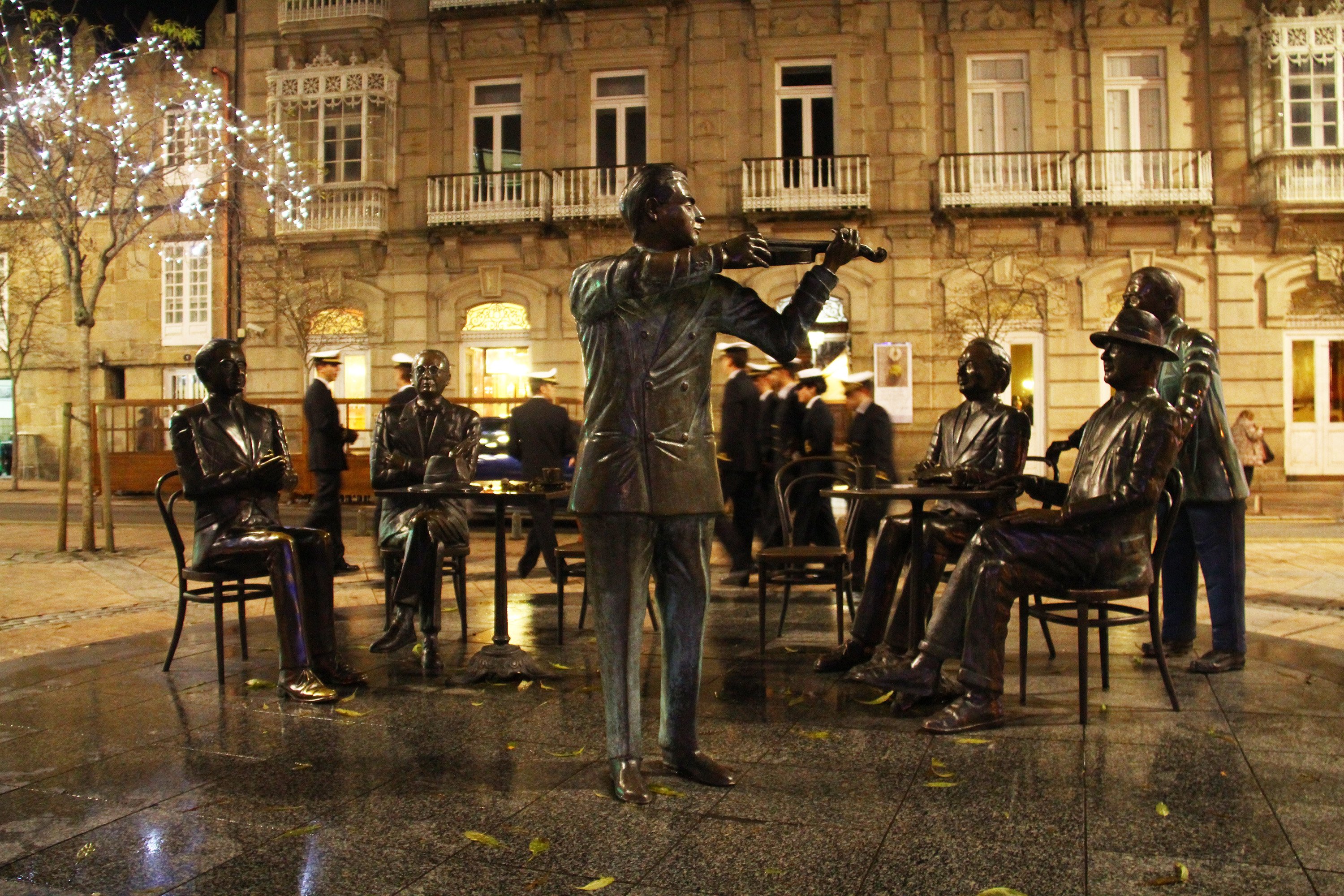
Скульптура Сесара Ломбера, посвященная Тертулии (2006), в Понтеведре

Терту́лия (испанский: [teɾˈtulja], галисийский: [teɾˈtuljɐ]; порт. tertúlia [tɨɾˈtuliɐ]; кат. tertúlia [təɾˈtuliə]) — в Латинской америке и странах Пиренейского полуострова периодическое неформальное собрание людей для обсуждения каких-либо тем, например, политики, спорта, науки или философии.
Тертулии были особенно распространены в XIX—XX веках, хотя упоминания подобных собраний встречаются в XVIII и даже XVII веке. Обычно их проводили во второй половине дня или вечером в кафе, винных погребках или пивных. На тертулиях происходил обмен новостями, знаниями и мнениями, выдвигались инициативы, читались литературные произведения. В тертулиях участвовали многие знаменитые писатели.

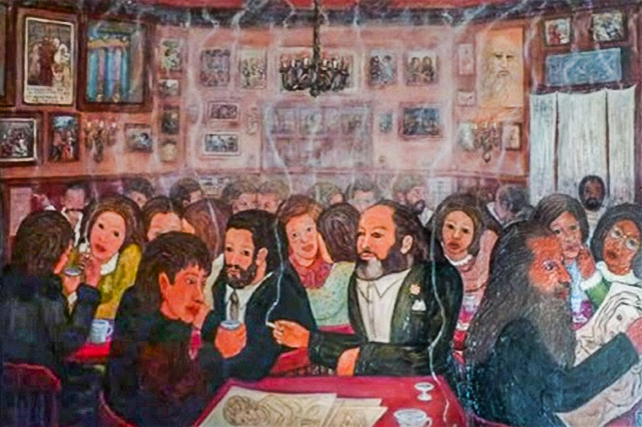
«Тертулия в мадридском кафе» (1988 год), работа Константе Гиля из серии «Тертулии в кафе»

Похожими видами собраний являлись салоны во Франции и клубы в Англии. Однако, в последние столетия тертулия это регулярное мероприятие в общественном месте, например в баре, хотя некоторые тертулии проводятся в частных помещениях, например в гостиной. Участники, называемые contertulios или tertulianos, могут делиться своими недавними произведениями, такими как поэзия, рассказы, другие сочинения, и даже произведения искусства или песни. Обычно, но не всегда, участники регулярных тертулий являются в некотором роде единомышленниками, со схожими политическими или литературными вкусами.